# Lajes (Sátão)

Lages é a maior das cinco aldeias que constituem a freguesia de Mioma, concelho de Sátão, no distrito de Viseu.

## Localização
Situa-se na margem direita do rio Sátão, a 3 km da sede do concelho, sendo ladeada a Este pelas freguesias de Avelal e Silvã e a Sul pela de Rio de Moinhos.

## Ocorrências
Desconhece-se a origem do topónimo. No entanto não lhe será certamente alheio o facto de proliferarem na aldeia diversos maciços graníticos, que a população designa por lajes e que são utilizados como eiras para a secagem do milho, do centeio e do feijão.
Numa dessas lajes, a conhecida "Laje Grande", de utilização comunitária, encontram-se diversos espigueiros (cerca de uma dúzia), que a população designa de canastros, para guardar aqueles cereais e legumes.
Nalguns afloramentos graníticos encontram-se diversas sepulturas antropomórficas, supostamente datadas da época medieval. No designado "Curral", na zona da "Alagoa" é possível observar à superfície cinco exemplares, muito embora se presuma a existência de um número maior, possivelmente soterradas.
Lages é a maior aldeia da freguesia, tanto em superfície como em população.
Até ao início da década de sessenta, no século passado, a aldeia encontrava-se isolada e parada no tempo. A sua população vivia exclusivamente de uma agricultura de subsistência e alguma pecuária. A partir dessa época foi rasgada uma estrada que a ligou à EN 229 na vizinha localidade de Meã e posteriormente a Silvã de Cima. Chegou a electricidade e mais tarde a água canalizada. 
Foi também a partir do final dessa década, que uma boa parte da sua população activa emigrou para diversos países da Europa, nomeadamente para França.
Com as economias dos emigrantes começaram a surgir novas construções e rapidamente a aldeia cresceu e se modernizou.
Apesar do decréscimo da natalidade que se verifica em muitas aldeias portuguesas, levando-as à desertificação, tal não se verificou nas Lages até ao início do século. XXI. Teve a sua escola primária em pleno funcionamento desde 1954, tendo como primeira professora, que lecionava as quatro classes, a D. Maria de Jesus Batista, entretanto já falecida. A escola foi encerrada em 2009, apesar do número de alunos não ser, à data, inferior ao definido pelo Ministério da Educação.  Mantém-se, no entanto, em funcionamento o seu jardim infantil.
A população atinge o seu máximo no Verão, nomeadamente no mês de Agosto, com a presença dos emigrantes e seus familiares.
É em Agosto, normalmente no último fim de semana, que Lages celebra a festa da sua padroeira - Santa Eufémia -, durando os festejos 3 dias e que atingem o seu auge no Domingo, dia em que ocorre a procissão da figura da Santa pela aldeia.
No primeiro dia das festas é realizado o tradicional jogo de futebol entre os casados e solteiros no Estádio do Pícaro, sendo este jogo fonte de grande rivalidade entre ambas as partes, apesar de tudo terminar em bem com o habitual convívio que a Comissão de Festas oferece à população, onde não faltam a sardinha, a broa, o caldo verde e a boa pinga da região.
Segue-se no segundo dia, sábado, a velhinha prova de atletismo, que chama inúmeros atletas de aldeias vizinhas, e de clubes da região para vir correr pelas nossas ruas, despertando o maior entusiasmo e curiosidade da população local e de muitos visitantes.
E, por falar em Pícaro, refira-se que o topónimo se refere a uma das fontes que durante muitos anos abasteceram, ou melhor, de que a população se abastecia de água.
Esta nascente de água, na margem esquerda do rio Sátão, era utilizada, dada a sua proximidade, pela população das Lages de Baixo.
Dado que o rio não dispunha de ponte para a sua travessia, utilizando-se para vencer o seu caudal as conhecidas poldras, a sua utilização estava vedada nos períodos de Inverno
A restante população socorria-se, inicialmente, de uma fonte de chafurdo situada junto à escola primária.
Posteriormente, já no final da década de sessenta, do século passado, a água dessa fonte foi canalizada para a zona das Carvalhas, tornando-se mais acessível à população. Foi baptizada com o nome de "Fonte dos Namorados"
Hoje a população dispõe de água canalizada e, só em situações anómalas, recorre a estas ancestrais nascentes.
Também recentemente foram "baptizadas" as ruas e largos da localidade. Os nomes escolhidos respeitaram ancestrais designações populares de diversos locais e que assim ficam perpetuados nos nomes das ruas. Agradecendo eventuais acrescentos ou rectificações, aqui se deixa a sua enumeração, sob pena de alguma omissão involuntária:
Av. da Capela, Largo de Santa Eufémia, R.Direita, R. do Depósito da Água, R. do Largo da Fonte, R. da Senhora de Lurdes, R. da Regada, Largo do Muro, R. do Caminho Novo, Travessa da Rua Nova, R. da Tapada, Travessa da Tapada, R. da Laje Grande, R. da Lagoa, Bairro da Tapada da Fonte, R. das Carvalhas, R. da Fonte do Pícaro, Travessa das Lameirinhas, R. da Calçada, Rua do Moinho e Rua da Ponte Nova.

## Curiosidades
Lages era para ser a freguesia daquela zona, visto que é a aldeia maior e com mais habitantes, mas como Mioma tinha igreja e Lages tinha somente uma capela, decidiu-se que seria Mioma a freguesia.
Lages é também uma das grandes aldeias que vence os Jogos Desportivos de Sátão, com atletas bastante conhecidos na região e com bastantes medalhas de ouro, prata e bronze.